# Antoni Wandtke
Antoni Bazyli Wandtke (ur. 13 września 1891 w Zdunowicach, zm. 12 sierpnia 1978 w Katowicach) – pułkownik piechoty Wojska Polskiego, kawaler Orderu Virtuti Militari.

## Życiorys
Antoni Bazyli Wandtke urodził się 13 września 1891 roku w Zdunowicach, w rodzinie Augusta, kierownika tamtejszej szkoły powszechnej, i Agaty z d. Błaszkowskiej, jako najstarszy z dziewięciorga rodzeństwa. W 1911 roku ukończył Studium Nauczycielskie w Kościerzynie. W 1914 roku został zmobilizowany do Armii Cesarstwa Niemieckiego.
Jesienią 1919 roku, w Gnieźnie, objął dowództwo III batalionu Toruńskiego pułku strzelców. W styczniu 1920 roku na czele dowodzonego przez siebie pododdziału wziął udział w zajęciu Pomorza. W trzeciej dekadzie tego samego miesiąca powierzono mu dowództwo nowo utworzonego batalionu sztabowego, występującego w strukturze pułku. 19 kwietnia 1920 roku na czele batalionu wyruszył na front i w pierwszej dekadzie maja skoncentrował się w Ostaszkiewiczach.
3 maja 1922 roku w Toruniu, jako pełniący obowiązki dowódcy 63 Toruńskiego pułku piechoty odebrał z rąk generała porucznika Władysława Sikorskiego chorągiew pułku. Tego samego dnia został zweryfikowany w stopniu majora ze starszeństwem z dniem 1 czerwca 1919 roku i 519. lokatą w korpusie oficerów piechoty. W 1923 roku pełnił obowiązki dowódcy batalionu sztabowego 35 pułku piechoty w Brześciu. W grudniu 1924 roku został przeniesiony do 55 pułku piechoty w Lesznie na stanowisko dowódcy III batalionu. W lipcu 1925 został przesunięty ze stanowiska komendanta składnicy wojennej na stanowisko kwatermistrza, a w kwietniu 1928 roku na stanowisko dowódcy II batalionu. 23 stycznia 1929 roku awansował na podpułkownika ze starszeństwem z dniem 1 stycznia 1929 roku i 20. lokatą w korpusie oficerów piechoty. W 1932 roku pełnił służbę na stanowisku zastępcy dowódcy 81 pułku piechoty w Grodnie. Od 19 października 1931 roku był słuchaczem dwutygodniowego kursu informacyjno-gazowego w Szkole Gazowej w Warszawie. 13 listopada 1935 roku został dowódcą 76 Lidzkiego pułku piechoty w Grodnie. 1 lutego 1937 roku został mianowany dowódcą pułku KOP „Wilno” w Wilnie. Na pułkownika został awansowany ze starszeństwem z dniem 19 marca 1938 roku i 8. lokatą w korpusie oficerów piechoty.
W sierpniu 1939 roku, w czasie mobilizacji alarmowej, objął dowództwo rezerwowego 133 pułku piechoty. Na czele tego oddziału walczył w kampanii wrześniowej 1939 roku. W latach 1939–1945 przebywał w niemieckiej niewoli, najdłużej w Oflagu II C Woldenberg.

## Ordery i odznaczenia
- Krzyż Srebrny Orderu Wojskowego Virtuti Militari nr 2456[2]
- Krzyż Walecznych[15]
- Złoty Krzyż Zasługi (19 marca 1931)[16]
- Brązowy Medal za Długoletnią Służbę (28 maja 1938)[a]